# Embraer Legacy 600
Dimensions
Le Legacy 600 ou EMB-135BJ est un avion d'affaires biréacteur du constructeur aéronautique brésilien Embraer, entré en service en octobre 2002. Il est dérivé du jet régional ERJ 135.

## Développement
Le Legacy 600 est dérivé du jet régional ERJ 135 dont il hérite des caractéristiques techniques. Il fait partie de la catégorie des avions d'affaires « Super Midsize ».
Il est aussi construit dans une variante baptisée Legacy 650 et disposant d'une autonomie accrue à 7 200 km et de réacteurs AE 3007A2 de 40,1 kN de poussée.

## Évolutions
Legacy 650
augmentation de la distance franchissable (en 2011)
Legacy 650E
diverses améliorations (en 2017)

## Spécifications
Caractéristiques issues d'Aviation week.
Caractéristiques générales
- Équipage : 2-3 : pilote, copilote, membre d'équipage (optionnel)
- Capacité : 13 passagers + 1 strapontin dans le cockpit
- Longueur : 26,33 m
- Envergure : 21,17 m
- Hauteur : 6,76 m
- Masse à vide : 13 645 kg
- Masse maximale au décollage : 22 500 kg
- Moteur : 2 turboréacteurs Rolls-Royce AE 3007A1E, de 35,3 kN (7 953 lbf) chacun

 Performances 
- Vitesse maximale : Mach 0,80 (450 Kts)
- Distance franchissable : 6 297 km (3 400 NM)
- Plafond : 12 496 m (41 000 ft)
- Rapport poids-poussée : 0.36:1
- Capacité de carburant: 8 242 kg (18,170 lb)

## Sécurité
L'Embraer Legacy 600 compte 300 appareils en vol en 2023 et présente un très bon bilan en matière de sécurité. Selon le site Internet du siège de l'aviation internationale, il n'y a eu qu'un seul accident en plus de 20 ans d'exploitation, en plus du crash de l'avion d'Evgueni Prigojine en 2023.

## Accidents et incidents
L'Embraer Legacy 600 est largement médiatisé lors du crash de l'avion d'Evgueni Prigojine et de Dmitri Outkine le 23 août 2023. Il s'agit du premier accident mortel de ce type d'avion.
Le 29 septembre 2006, un Embraer Legacy 600 appartenant à la compagnie ExcelAire, effectuant son vol inaugural heurte un Boeing 737-800 de la compagnie GOL Transportes Aéreos au dessus de l'Amazonie. L'appareil, endommagé, effectue un atterrissage d'urgence à Serra do Cachimbo. Le Boeing 737 s'écrase tuant l’intégralité de ses 154 occupants.